# Аділабад
19°40′08″ пн. ш. 78°32′08″ сх. д. / 19.669° пн. ш. 78.53548° сх. д.
Аділабад — місто, яке є центром округу Аділабад в індійському штаті Телангана. Телугу, урду, маратхі та ламбаді є найпоширенішими мовами Аділабаду. Аділабад славиться вирощуванням бавовни, через що має прізвисько «Місто білого золота». Місто розташоване приблизно за 304 км на північ від столиці штату Гайдарабада, за 150 км від Нізамабада та за 196 км від Нагпура. Аділабад називають «Воротами в Південну Індію».

## Історія
Під час правління Кутуб Шахіса попередня назва Аділабада була Едлабад. Свою назву Аділабад отримав від імені колишнього правителя Біджапура Мухаммада Юсуфа Аділь-Шаха.
Аділабадом правили багато династій, як-от Какатії, Маур'ї, Сатавахани, Чалук'я, Кутуб Шахі, Асаф Джахі та гондські раджі з Сірпура і Чанди.
Місто було засноване у 1872 році, а в 1905 році проголошене незалежним районом.
У 2016 році місто було розділене на чотири міські райони, а саме: Аділабад, Нірмал, Асіфабад і Манчеріал.

## Мови
Телугу є найпоширенішою мовою в Аділабаді (65 % населення вважає її рідною). Через географічну близькість до Махараштри також широко використовують маратхі (для 10,5 % — рідна мова). Інші мови, якими розмовляють в Аділабаді, включають гінді, урду та гонді.

## Географія
Аділабад має середню висоту 264 метрів над рівнем моря. Межує з районами Нірмал Телангани на півдні, районом Комарам Бхім на сході, з Нандедом на заході та районами Яватмал і Чандрапур Махараштра на півночі.
Через цей район протікають річки Годаварі, Пайнганга тощо. Озеро Мавала, створене в період Нізам, розташоване за 6 км на південь від міста. Біля озера розташований парк. Інші водоспади в Аділабаді включають також водоспади Почара та водоспад Гаятрі, де цілий рік проводяться різні ігри з мотузками. До водоспаду Сапта-Гундала, що складається з семи невеликих водоспадів, сюди можна дістатися лише стежкою через його відокремлене розташування в лісі.

### Клімат
Місто знаходиться у зоні, котра характеризується кліматом тропічних саван. Найтепліший місяць — травень із середньою температурою 34.2 °C (93.6 °F). Найхолодніший місяць — грудень, із середньою температурою 21.3 °С (70.4 °F).
| Клімат Аділабада        | Клімат Аділабада | Клімат Аділабада | Клімат Аділабада | Клімат Аділабада | Клімат Аділабада | Клімат Аділабада | Клімат Аділабада | Клімат Аділабада | Клімат Аділабада | Клімат Аділабада | Клімат Аділабада | Клімат Аділабада | Клімат Аділабада |
| Показник                | Січ.             | Лют.             | Бер.             | Квіт.            | Трав.            | Черв.            | Лип.             | Серп.            | Вер.             | Жовт.            | Лист.            | Груд.            | Рік              |
| Середній максимум, °C   | 29,7             | 32,6             | 36,5             | 39,6             | 41,3             | 36,6             | 31,6             | 30,6             | 31,5             | 32               | 29,9             | 28,6             | 33,4             |
| Середня температура, °C | 22,5             | 25,1             | 28,8             | 32,1             | 34,2             | 31               | 27,5             | 26,8             | 27,1             | 26,3             | 23,4             | 21,4             | 27,2             |
| Середній мінімум, °C    | 15,4             | 17,6             | 21,2             | 24,7             | 27,2             | 25,4             | 23,5             | 23,1             | 22,7             | 20,6             | 16,9             | 14,1             | 21               |
| Норма опадів, мм        | 8.7              | 5.6              | 8.8              | 15.9             | 20               | 144.1            | 264.8            | 235.6            | 203.5            | 68.9             | 18               | 3.9              | 997.9            |
| ----------------------- | ---------------- | ---------------- | ---------------- | ---------------- | ---------------- | ---------------- | ---------------- | ---------------- | ---------------- | ---------------- | ---------------- | ---------------- | ---------------- |
| Джерело: Weatherbase    |                  |                  |                  |                  |                  |                  |                  |                  |                  |                  |                  |                  |                  |

## Демографія
2011 року в Аділабаді проживало 117 167 осіб. Чоловіки становили 59 448 осіб, а жінки — 57 719 осіб. 12 993 осіб належали до вікової категорії 0–6 років. Середній рівень грамотності в місті становив 43,45 %. Населення міської агломерації міста становить 139 383 особи (включно із населенням міста Даснапур, що становить 22 216 осіб).

## Політика
Аділабад є одним із сімнадцяти виборчих округів Лок Сабха в індійському штаті Телангана та складається з восьми сегментів Законодавчих зборів.

## Транспорт
Через Аділабад проходить національне шосе 44. Гайдарабад розташований за 310 км від Аділабада. Нагпур – за 196 км.
TSRTC є оператором мережі автобусів з Аділабаду до різних місць у штаті.
Аділабад має залізничну станцію на ділянці Мудхед-Маджрі залізничного підрозділу Нандед Південної центральної залізниці (SCR).